# Wjatscheslaw Alexejewitsch Nikonow

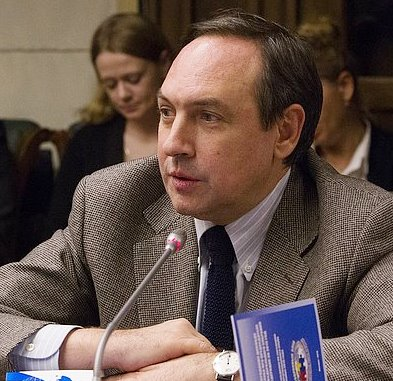
W. Nikonow (2014)

Wjatscheslaw Alexejewitsch Nikonow (russisch Вячеслав Алексеевич Никонов; * 5. Juni 1956 in Moskau) ist ein russischer Politiker. Er ist ein Enkel des ehemaligen sowjetischen Außenministers Wjatscheslaw Molotow und der Politikerin Polina Schemtschuschina.

## Biographie
Nikonow studierte Mitte der 1970er-Jahre Geschichte an der Lomonossow-Universität Moskau und absolvierte diese im Jahr 1978. Dort schloss er 1982 ein Postgraduiertenstudium ab.
Nikonow gehört seit 1993 der Duma an. Im Jahr 2007 ernannte ihn Wladimir Putin zum Vorsitzenden der Stiftung Russki Mir.
Seit 2011 sitzt Nikonow als Abgeordneter der Partei „Einiges Russland“ in der Duma.
Er ist Ehrendoktor der University of Edinburgh.
Am 23. Februar 2022, einen Tag vor dem russischen Überfall auf die Ukraine, wurde Nikonow auf die Sanktionsliste der Europäischen Union gesetzt.